# 港島西聯網
港島西聯網（全稱港島西醫院聯網）是香港醫院管理局的地區性醫院聯網，負責服務港島中西區及南區約544,100人口，亦為全香港範圍提供第三層和第四層醫療服務；現任總監為李德麗醫生。

## 醫院
- 瑪麗醫院
- 贊育醫院
- 大口環根德公爵夫人兒童醫院
- 葛量洪醫院
- 馮堯敬醫院
- 麥理浩復康院
- 東華醫院

## 附屬機構
- 6間附屬機構：戴麟趾康復中心、中區健康院，以及分別位於西營盤、香港仔、鴨脷洲及堅尼地城的普通科門診診所。

## 服務
港島西聯網共有3,163張病床，包括2,881張急症、療養及復康病床，200張為護養病床、82張為精神科病床。

## 歷史
2013年4月，港島西聯網發表《臨牀服務計劃書》，當中規劃了港島西聯網未來約20年的發展方向，並且擬定了旗下的瑪麗醫院的重建方案。根據統計，預計於2019年，港島西的長者人口（年逾66歲）比例將會由2010年的13.5%增加至19.9%，即比較全香港長者人口比例17.4%高出2.5%。為此，港島西聯網需要於2031年前增加25%病牀至3,880張，以應付人口老化。